# وایرو
وایرو (کرواتی: Viro) شرکت صنایع غذایی کروات است، که در سال ۲۰۰۲ تأسیس شد.